# 何奇耶徒
何奇耶徒（1954年—），内蒙古呼和浩特人，蒙古族，中华人民共和国书法家、政治人物，中国书法家协会副主席、内蒙古书法家协会主席，第十一届全国政协委员。

## 生平
2008年，当选第十一届全国政协委员，代表少数民族界，分入第四十九组。